# HMS Bulldog (fragata Tipo 31)
La HMS Bulldog será una fragata Tipo 31 de la Royal Navy.
Será construida por Babcock International como parte de las cinco fragatas Tipo 31 que reemplazarán a las fragatas Tipo 23. Su nombre anunciado en 2021 en honor al destructor de la clase B HMS Bulldog que enfrentó a los u-boat en 1941 durante la batalla del Atlántico; significa la fortaleza británica en el Atlántico Norte. El plan para el proyecto Tipo 31 prevé que las cinco unidades de la clase estén en servicio en febrero de 2030.

## Construcción
Se informó que la construcción estaba en marcha a principios de 2023.